# رودریگو مندز
رودریگو مندز (به پرتغالی: Rodrigo Fabiano Mendes) هافبک اهل برزیل است که در شهر یوبرابا و در تاریخ ۹ اوت ۱۹۷۵ به دنیا آمده‌است.
رودریگو مندز در تیم‌های فوتبال فلامینگو، Grêmio، باشگاه فوتبال کاشیما آنتلرز، فلامینگو، Grêmio، Atlético-PR، فلامینگو، Grêmio، Oita Trinita، العین، باشگاه ورزشی الغرافه، Grêmio، الشارجه، Fortaleza، Novo Hamburgo سابقهٔ حضور دارد.